# Erythroplatys corallifer
Erythroplatys corallifer là một loài bọ cánh cứng trong họ Cerambycidae.